# Vault Boy
Vault Boy es la mascota de la franquicia Fallout, creada por miembros de Interplay Entertainment, dueños originales de la propiedad intelectual. Vault Boy apareció por primera vez en el primer videojuego de la saga en 1997. La mascota se presentó como un personaje publicitario que representaba a Vault-Tec, una megacorporación ficticia responsable de construir refugios antinucleares a lo largo de Estados Unidos, antes del holocausto nuclear que establece el estado del universo Fallout. Dentro de los videojuegos, Vault Boy sirve para representar la información estadística del personaje jugable en los menús de la interfaz de usuario. Además, es una figura recurrente en los productos de Vault-Tec que se encuentran en el mundo del videojuego.
El diseño de Vault Boy lo desarrolló Leonard Boyarsky, director artístico del primer Fallout. Para su creación, Boyarsky se inspiró en películas de la década de 1950 y en la estética visual de Monopoly, un juego de mesa de temática económica. Vault Boy es una figura constante en el material promocional y el merchandising de la marca, y los críticos lo consideran uno de los elementos más reconocibles de la franquicia, además de la personificación de sus temas sardónicos y retrofuturistas.

## Concepto y diseño
Vault Boy no contó con nombre en la primera entrega de la saga, aun así, el manual de instrucciones del juego se refiere al personaje como Vault-Man. Su creación estuvo a cargo de Leonard Boyarsky, director artístico del primer videojuego, y cuando creó su primer boceto conceptual pensó en él como el «chico de las habilidades». Boyarsky se basó en la estética de Monopoly, precisamente en Rich Uncle Pennybags, su mascota. A Boyarsky se le ocurrió la idea y el diseño de las «figuras» de Vault Boy, cuyo objetivo era evocar la sensación de las cartas de Monopoly al mostrar al personaje participando en una variedad de actividades en formas humorísticas. Vault Boy lo ilustró George Almond y Tramell Ray Isaac, quien finalizó el aspecto del personaje. La mascota está inspirada en películas de la década de 1950, en particular, en el personaje de dibujos animados Bert the Turtle, de la película de animada de defensa civil Duck and Cover, de 1952. También parodia las dualidades del optimismo alegre y la paranoia con los refugios subterráneos de esa época.
Brian Menze, responsable de dibujar todas las imágenes de Vault Boy para Fallout 2 (1998) y Fallout: New Vegas (2010), siguió el estilo artístico realizado por Isaac para el personaje. Por otro lado, los desarrolladores de Fallout Tactics: Brotherhood of Steel, Micro Forté, confundieron a Vault Boy con el Pip-Boy, otro elemento del universo de la saga. Como "Pipboy", las iteraciones del personaje en el título así como las imágenes de habilidades y extras las dibujó Ed Orman. El ex-escritor de Interplay, Chris Avellone, sostuvo la elección de Micro Forté para el personaje al momento de desarrollar y autoeditar la Biblia de Fallout en 2002. Sobre esta confusión, Boyarsky aclaró en una entrevista de 2004 que la intención siempre fue que el nombre del personaje fuera "Vault Boy", y que Pip Boy es "el pequeño muchacho que hay en la interfaz del Pip Boy", que está basado en la mascota de la cadena de restaurantes Bob Big. Bethesda Softworks, los desarrolladores de la franquicia a partir de Fallout 3, establecieron el uso del nombre "Vault Boy" para el personaje tras la adquisición de la propiedad intelectual a mediados de la década de 2000. La responsable en dibujar al personaje en la primera entrega de Bethesda fue Natalia Smirnova.
Como mascota, Vault Boy se usa con frecuencia para transmitir el humor "a menudo tonto y ocasionalmente desagradable" de la serie. La ilustración favorita de Orman en Tactics es para la condición "inmóvil", donde Vault Boy tiene una "sonrisa feliz y despreocupada" a pesar de tener su cuerpo mutilado. Durante el desarrollo de Fallout 2, a Menze le pidieron crear una ilustración para el extra "asesino de niños" que se le otorga al jugador si mata a un personaje infantil, tanto accidentalmente o de manera intencional. Menze realizó una imagen de Vault Boy sonriente pateando a una mujer embarazada en el estómago; para Menze, el enfoque que le dio fue la forma menos ofensiva de representar literalmente un asesino de niños. Más tarde en el desarrollo, tanto Menze como el diseñador que lo solicitó se dieron cuenta de que era inapropiado y acordaron no usarlo, lo que la convirtió en la única imagen de Vault Boy en ser eliminada de Fallout 2.

## Descripción

### Trasfondo

El logotipo corporativo de Vault-Tec.

Vault Boy es la mascota de Vault-Tec Corporation, también conocida como Vault-Tec Industries, y aparece en sus anuncios, manuales, productos y videos de capacitación. Aunque el eslogan de Vault-Tec, "revolucionar la seguridad para un futuro incierto", muestra a una empresa que tiene en cuenta los mejores intereses de las personas, se la presenta constantemente como una corporación sin escrúpulos. En el lore de la saga, el gobierno de Estados Unidos contrató a Vault-Tec fue para realizar un proyecto a nivel nacional en 2054, que consiste en construir refugios nucleares conocidos como "Refugios" ("Vault" en inglés), para que la población estadounidense pueda utilizar tras una posible guerra nuclear. Cada Refugio es autosuficiente y teóricamente capaz de sostener a sus habitantes indefinidamente; sin embargo, el proyecto Vault nunca fue pensado como un método viable para repoblar los Estados Unidos en caso de un holocausto nuclear. En cambio, la mayoría de los Refugios estaban creados para llevar a cabo experimentos sociales secretos y poco éticos, diseñados para determinar los efectos de diferentes condiciones ambientales y psicológicas de sus habitantes.

### Apariciones
Vault Boy es representado como un dibujo de un joven caucásico, vestido con un mono azul y amarillo, con cabello rubio peinado con un remolino distintivo. Su expresión predeterminada es una sonrisa amplia y radiante, pero dependiendo del contexto a veces se le dibuja con otras expresiones faciales. Su pose característica es pararse con una mano extendida con el pulgar hacia arriba, a veces con un ojo cerrado. La función del personaje en el juego es comunicar información a los jugadores: por ejemplo, se utiliza para representar al jugador en el menú del árbol de extras de Fallout 4 o en un video que explica el sistema de estadísticas de personajes SPECIAL. Vault Boy también aparece en las lustraciones de logros y trofeos para los videojuegos desarrollados por Bethesda. Vault Boy a veces se presenta como un equivalente femenino, Vault Girl, que también es rubia y usa un atuendo similar. En Fallout Shelter, el estilo artístico de Vault Boy se usa para representar a los Vault Dwellers generados aleatoriamente, los cuales son manejados por el jugador. En junio de 2020 se añadió una máscara personalizable basada en Vault Boy para el personaje Mii Gunner a Super Smash Bros. Ultimate mediante contenido descargable.

## Impacto cultural

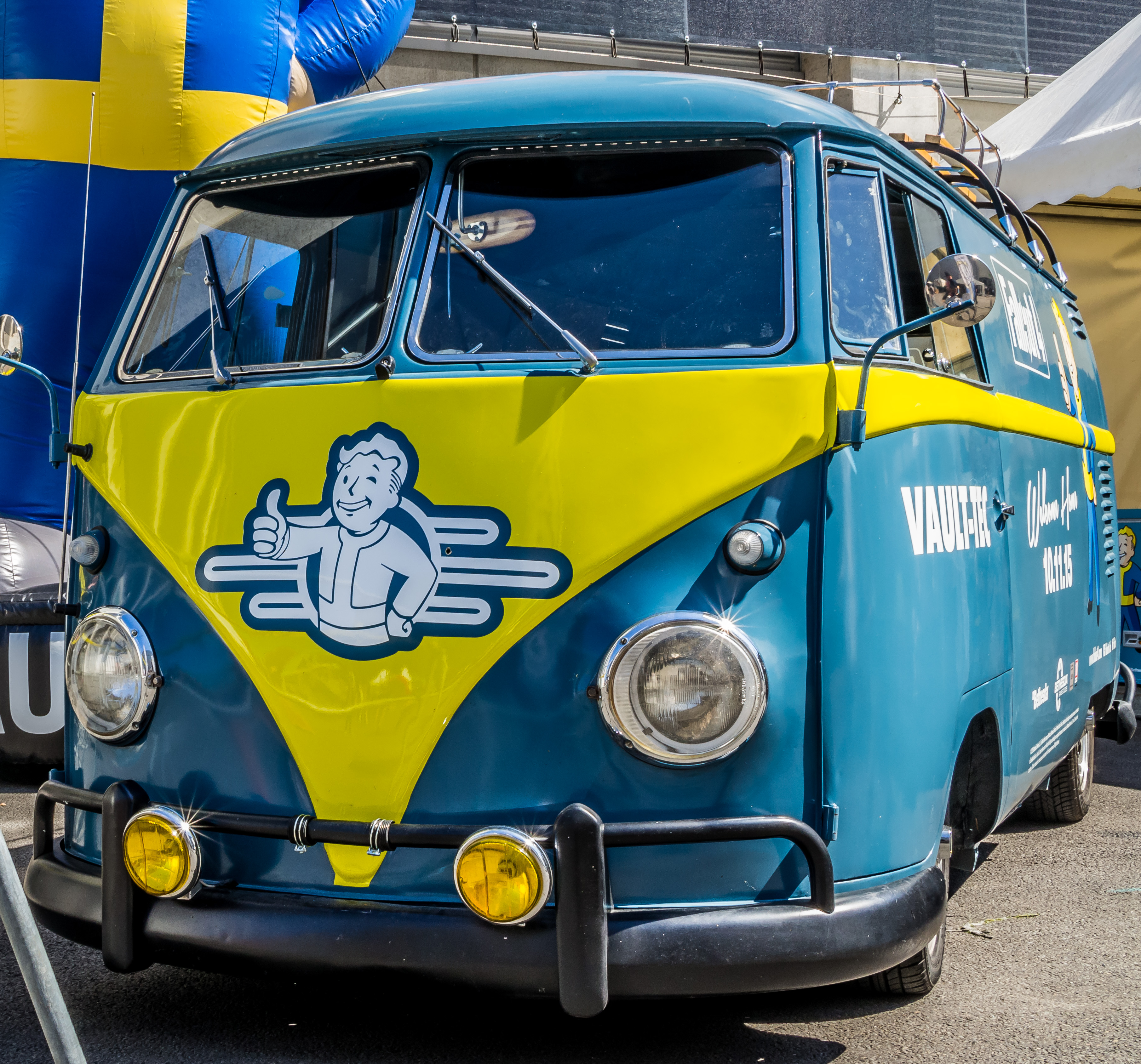
Una furgoneta con Vault Boy y el logotipo de Vault-Tec en la Gamescom de 2015

Los críticos han dicho que con el tiempo Vault Boy ha logrado un impacto cultural y reconocimiento viral fuera del contexto original del personaje. Incluso a pesar de que Vault Boy no es un personaje que el jugador pueda encontrar en el universo de la saga. Jeremy Peel de PCGamesN mencionó que Vault Boy, como mascota de se volvió «tan reconocible como Mickey Mouse». En 2010 Empire publicó un artículo que ubicó a Vault Boy entre los 50 mejores personajes de videojuegos. Por su parte, la revista Time lo nombró como el tercer personaje de videojuegos más influyente de todos los tiempos, donde alabó su "espectro de posturas gloriosamente absurdas e irreverentes", que van desde "tontas sonrisas hiperbólicas hasta desmembramientos espeluznantes", lo que lo convirtió en un ícono del humor surrealista de manera similar a personajes de la serie Monty Python. 
Una teoría de los seguidores de la saga sobre Vault Boy fue que la pose característica del personaje es un método discreto para determinar si un individuo está dentro del radio de una explosión nuclear y, por lo tanto, a salvo de la radiación. Antiguos miembros de Interplay, como Brian Fargo y Tramell Ray Isaac, dijeron que el personaje no esconde un significado secreto y simplemente da una muestra de ánimo, aunque no necesariamente de una manera sincera.

### Análisis
Escribiendo para la publicación 100 Greatest Video Game Characters de 2017, Rowan Derrick describió a Vault Boy como un símbolo de un mundo idílico antes de la guerra nuclear y un recordatorio constante de los fracasos de ese mundo; un concepto que abarca la promesa de un pseudo paraíso de energía nuclear de la década de 1950 a pesar de que contradice directamente el páramo postapocalíptico del universo; y una ilustración de la tensión entre la inclinación de la humanidad por hacerse daño unos a otros y la ambivalencia hacia una sociedad civil tecnológicamente avanzada. Matthew Byrd de Den of Geek hizo comparaciones entre Vault Boy y Miss Minutes del universo cinematográfico de Marvel, citándolos como ejemplos notables de "las caras sonrientes de la burocracia, la corrupción y la propaganda", donde los narradores eligen diseños retrofuturistas para que sirvan como una forma de comentario social. Vivian Asimos señaló que el uso popular de la pose característica de Vault Boy en circunstancias sarcásticas es un ejemplo notable de contenido de videojuegos que forma la columna vertebral de numerosos memes de Internet debido a su naturaleza participativa.